# Harry Kirk (Biologe)

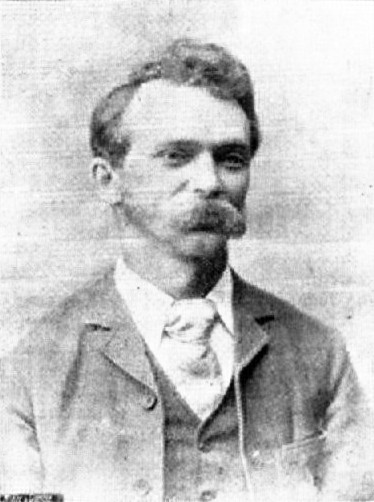
Harry Kirk

Harry Borrer Kirk (* 9. März 1859 in Coventry, Warwickshire, England; † 15. Juli 1948 in Hamilton, Neuseeland) war ein neuseeländischer Schulinspektor, Biologe und Universitätsprofessor.

## Öffentliches Leben
Kirk wurde am 9. März 1859 in Coventry, Warwickshire, England, als Sohn von Sarah Jane Mattocks und Thomas Kirk geboren. Die Familie wanderte nach Neuseeland aus und kam am 9. Februar 1863 in Auckland an. 1874 zogen sie nach Wellington, wo Thomas Kirk zum Wellington College berufen wurde. Harry studierte zu Hause für die Prüfungen der University of New Zealand und erhielt 1882 einen Bachelor-Abschluss und 1883 einen Master-Abschluss. Danach trat er in das Bildungsministerium ein, zuerst als Schreiber und später als Inspektor für Maori-Schulen. Als Inspektor bereiste er fast zwei Jahrzehnte lang das Land und sammelte dabei botanische Proben.
Im Jahr 1903 wurde Kirk zum ersten Lehrstuhlinhaber für Biologie am Victoria College (heute Victoria University of Wellington) ernannt. Er widmete den Großteil seines Lebens dem Aufbau der biologischen Fähigkeiten der Universität.
Während des Ersten Weltkriegs entwickelte er mehrere Innovationen in Militärlagern, um die Kontamination durch Fliegen zu reduzieren. Es wird gesagt, dass er sich geweigert hat, eine Kapitänskommission anzunehmen.

## Familienleben
Kirk heiratete am 10. Juli 1885 in Dunedin Annie Lamont (oder La Monte). Sie hatten zwei Kinder: Ethelwin Gladys Kirk († 1957) und Hilda Gyneth Hall († 1973), die beide auf dem Karori-Friedhof neben Kirks Eltern beerdigt sind. Seine Frau Annie starb im März 1927. Nach seinem Ruhestand im Jahr 1944 wurde er von seiner unverheirateten Schwester Cybele Kirk betreut, die gemeinsam mit ihrer Schwester Lily May Kirk in der Frauenwahlrechtsbewegung aktiv war. Die Familie war aktiv in der Baptist Union of New Zealand, und Harry wurde als Hypothekengeber im Baptist Union Incorporation Act 1923 aufgeführt.

## Tod
Kirk starb am 15. Juli 1948 im Waikato Hospital in Hamilton. Zuvor hatte er aufgrund eines Beinbruchs, der nicht richtig verheilte längere Zeit in Tauranga verbracht.

## Erbe
Von Kirk gibt es zwei Gebäude auf dem Kelburn-Campus der Victoria University of Wellington, die nach ihm benannt wurden: das Kirk Building und das Old Kirk Building.

## Positionen
- Gründungsmitglied der University Reform Association[1]
- Mitglied des Senats der University of New Zealand von 1915 bis 1920[1]
- Vorsitzender des Akademischen Rates der University of New Zealand von 1930 bis 1944[1]
- Präsident der Wellington Philosophical Society in den Jahren 1907–1908[1]
- Präsident des New Zealand Institute in den Jahren 1922–1923[1]
- Fellow des New Zealand Institute (umbenannt in Royal Society of New Zealand nach der Royal Charter) im Jahr 1919[1]
- Vorsitzender des Ausschusses für die Verwaltung des Dominion Museum (heute Museum of New Zealand Te Papa Tongarewa)[1]